# 東渚駅
東渚駅（ひがしなぎさえき）は、福島県いわき市小名浜にあった福島臨海鉄道小名浜埠頭本線の貨物駅（廃駅）。

## 駅概要
日本化成小名浜西工場の東端に位置し、その工場からの専用線も接続していた。当駅からは有蓋貨車を用いた化学肥料の発送があったが、1980年6月末に工場が閉鎖されたため貨物の取り扱いが無くなった。その後取り扱いの再開が見込まれないことから、路線廃止より前の1982年8月1日に廃駅となった。

## 歴史
- 1970年（昭和45年）8月14日：小名浜埠頭本線小名浜埠頭 - 当駅間開通時に終着駅として開業。
- 1971年（昭和46年）7月21日：当駅 - 藤原間開通に伴い途中駅となる。
- 1982年（昭和57年）8月1日：廃止。

## 駅周辺
- 小名浜製錬小名浜製錬所
- 日本海水小名浜工場

## 隣の駅
福島臨海鉄道
小名浜埠頭本線
小名浜埠頭駅 - 東渚駅 - 藤原駅